# سرتاکرات
سرتاکرات، روستایی است از توابع بخش مرکزی شهرستان عباس آباد در استان مازندران ایران.

## جمعیت
این روستا در دهستان لنگارود غربی قرار دارد و براساس سرشماری مرکز آمار ایران در سال ۱۳۹۵، جمعیت آن ۳۱۶ نفر (۹۶خانوار) بوده‌است. مردم سرتاکرات از قومیت طبری هستند مردم سرتاکرات به زبان طبری (مازندرانی) سخن می‌گویند.